# Francis Bugotu
Francis Bugotu, né le 27 juin 1927 à Guadalcanal et mort en juillet 1992 à Honiara, est un diplomate salomonais.

## Biographie
Il naît et grandit sur l'île de Guadalcanal, et y est adolescent au moment de la bataille de Guadalcanal durant la Seconde Guerre mondiale. Après une formation à Auckland en Nouvelle-Zélande, il devient enseignant aux Îles Salomon, puis inspecteur des écoles anglicanes de la Mission mélanésienne.
En 1960 il est élu au Conseil législatif des Îles Salomon. En 1962 il entre dans l'administration publique coloniale de l'enseignement aux Salomon. De 1964 à 1968 il enseigne au Collège de Formation des Enseignants des Salomon britanniques (British Solomons Training College). Il part ensuite étudier la linguistique anglaise à l'université de Lancastre au Royaume-Uni, et y obtient en 1972 un diplôme de Master of Arts. Il travaille à nouveau dans la haute administration publique de l'enseignement, présidant la commission qui revoit de fond en comble le programme éducatif de la colonie, puis préside l'administration générale des services publics salomonais de 1976 à 1978,,.
Le pays devient indépendant en 1978, et Francis Bugotu est fait commandeur de l'ordre de l'Empire britannique en 1979. Le gouvernement salomonais le nomme (à sa propre suggestion) ambassadeur itinérant auprès du reste du monde, faisant de lui le « corps diplomatique à lui tout seul » de son pays, fonction qu'il exerce de 1978 à 1982,. 
En 1982 il devient le secrétaire général de la Commission du Pacifique Sud. À ce poste, il obtient que tous les territoires dépendants en Océanie, les territoires sous la souveraineté de puissances occidentales, deviennent membres à part entière et à voix égale de la Commission ; celle-ci passe ainsi en octobre 1983 de seize à vingt-sept membres, avec l'inclusion simultanée des États fédérés de Micronésie (États-Unis), de Guam (États-Unis), des Îles Mariannes du Nord (États-Unis), des Îles Marshall (États-Unis), de la Nouvelle-Calédonie (France), des Palaos (États-Unis), des Îles Pitcairn (Royaume-Uni), de la Polynésie française, des Samoa américaines, des Tokelau (Nouvelle-Zélande) et de Wallis-et-Futuna (France). Son mandat doit s'achever en 1985 mais, fait exceptionnel, les États et territoires membres de la Commission décident de le prolonger d'un an.
Devenu ensuite ambassadeur des Salomon aux États-Unis et au Canada ainsi que représentant permanent du pays à l'Organisation des Nations unies à New York, il meurt d'une crise cardiaque à Honiara en juillet 1992.